# Zork I: The Great Underground Empire
Zork I: The Great Underground Empire (letteralmente "il grande impero sotterraneo"), in seguito rititolato semplicemente come Zork I, è un videogioco di genere avventura testuale scritto da Marc Blank, Dave Lebling, Bruce Daniels e Tim Anderson e pubblicato da Infocom nel 1980. È il primo capitolo della trilogia di Zork, derivata da un gioco unico sviluppato a fine anni '70 su mainframe. La prima edizione commerciale è del novembre 1980 per PDP-11, in seguito è stato pubblicato per un gran numero di home computer, seguito da Zork II e Zork III. Vendette più di 400 000 copie.

## Trama
Il gioco è ambientato nell'anno 948 GUE (secondo il calendario di Zork); il protagonista, senza nome e definito vagamente come un "avventuriero", deve trovare i diciannove tesori di Zork, nascosti negli intricati labirinti del "Grande Regno Sotterraneo". Per trovarli occorre superare molti enigmi e sconfiggere creature come troll, ciclopi e i misteriosi grue, esseri letali che possono aggredire il protagonista se rimane al buio. In diversi luoghi si può incontrare un ladro che può borseggiare il protagonista e sottrarre oggetti dal suo inventario.

## Modalità di gioco
Il gioco è completamente privo di illustrazioni e ufficialmente disponibile solo in inglese. Durante la partita, oltre alle descrizioni testuali, in cima allo schermo compaiono il nome della locazione attuale, il punteggio e il numero di mosse eseguite. Il parser riconosce anche frasi di una certa complessità, ad esempio "take all but the knife and the lamp" ("prendi tutto tranne il coltello e la lampada"). Oltre a comandi è possibile che siano comprese anche domande con "where" (dove) o "what" (cosa). Ci sono opzioni per impostare vari livelli di dettaglio nelle descrizioni dei luoghi e per salvare la partita su disco.
Sono presenti in tutto 110 luoghi, 60 oggetti e 697 parole.

## Versione per console
Un rifacimento ufficiale di Zork I è stato sviluppato dalla Arc System Works e pubblicato nel 1996 solo in Giappone dalla Shoeisha per PlayStation e Sega Saturn; questa versione è in giapponese ed è dotata di grafica e audio.